# Thorectes valencianus
Thorectes valencianus là một loài bọ cánh cứng trong họ Geotrupidae. Loài này được miêu tả khoa học năm 1966 bởi Baraud.